# Црква Светог Николе у Мушникову
Црква Светог Николе у Мушникову, насељу у општини Призрен на Косову и Метохији, подигнута је, по стилским обележјима сачуваног живописа, у другој половини 16. века. Налази се на сеоском гробљу коју величином знатно надмашује касније дозидана припрата, шира и виша од црквице на чију се западну фасаду ослања. Представља непокретно културно добро као споменик културе од изузетног значаја.

## Изглед
Првобитни храм је једнобродан, неподељеног простора, засведен полуобличастим сводом, са три нише полукружног пресека у олтарском делу. Бочне нише изведене су у маси зида, док је олтарска споља тространа. Црква је зидана притесаним каменом, фасада оживљених по једном нишом. Три узана и висока прозора постоје на јужном зиду, а кроз један са истока светлост пада на часну трпезу.
Добро сачувана целина живописа унутар храма дело је стваралаштва непознатог монаха и припада призренској иконописачкој радионици из позног периода. Црква je живописана непосредно по завршетку зидања, о чему постоји ктиторски запис у проскомидији. Иконографски програм овог сликарства не одступа од оновремених утврђених шема на подручју Метохије. У првој зони стојећих фигура појављују се и Свети Сава и Немања и Свети Константин и Јелена на западном зиду, Свети ратници и Свети Никола у наосу, у олтару су Визија Петра Александријског, Свети Стефан, Свети Роман и Симеон Столпник у нишама проскомидије и ђаконикона, Поклоњење у олтарској апсиди. У другој зони су попрсја светитеља и Богородица Шира од небеса у калоти апсиде. У трећој зони су Муке Христове. У четвртој зони очувани су доњи делови сцена циклуса Великих празника на северном зиду. У своду су само оквири поља и фрагменти Вазнесења и попрсја пророка са стране
Уобичајени програм, у којем долази до сажимања циклуса Великих празника и Христових страдања, карактеристика је времена настанка, док у иконографском погледу пажњу најпре привлачи представа светог Саве Српског, особена због капе украшене крстовима. У стилском погледу, фреске ове цркве осетно заостају за остварењима непознате групе која је осликала оближњи храм Светих апостола.
- Поглед из ваздуха
- Благовести
- Свети Константин и Јелена
- Архангел Гаврило и Свети Јован Златоусти
- Свети Сава и Симеон